# Lo digo
«Lo digo» es una canción grabada e interpretada por el cantante y Compositor mexicano Carlos Rivera en colaboración con el dúo cubano de musica urbana y salsa Gente de Zona. La canción fue escrita por él mismo junto con el cantautor peruano Gianmarco y producida por Rivera únicamente. Fue lanzada a plataformas digitales el 12 de mayo del 2017 como un sencillo oficial de su cuarto álbum de estudio Yo creo en su versión de lujo a través de Sony Music Latin.
También existe otra versión de la canción en vivo y que fue incluida en dicho álbum en vivo del Yo Creo Tour. Al igual que una versión en pop en solitario y otra en acústica acompañado de un vídeo musical.

## Video musical
El video musical oficial el mismo dia de lanzamiento a la plataforma digital YouTube, en su canal Vevo. El videoclip oficial ha recibido casi de 100 millones de vistas desde su publicación.

## Lista de canciones

### Descarga digital[7]
| Lo digo — Single |                                      |          |  |
| N.º              | Título                               | Duración |  |
| 1.               | «Lo digo (feat. Gente De Zona)»      | 3:47     |  |
| 2.               | «Lo digo (Versión Pop)»              | 3:35     |  |
| 3.               | «Lo digo (Versión Acústica)»         | 4:07     |  |
| 4.               | «Lo digo (Versión Acústica) [Video]» | 4:01     |  |